# HMAS Larrakia (ACPB 84)
Pour les articles homonymes, voir HMAS Larrakia.
Le HMAS Larrakia (ACPB 84) est un patrouilleur de classe Armidale de la Royal Australian Navy (RAN). Le HMAS Larrakia a été le deuxième navire de la RAN à être nommé d’après la terre du peuple Larrakia des Premières Nations, dont le pays s’étend sur la région de Darwin et ses environs.

## Conception et construction
Les patrouilleurs de la classe Armidale mesurent 56,8 mètres de long, avec une largeur de 9,7 mètres, un tirant d'eau de 2,7 mètres et un déplacement standard de 270 tonnes. Leur coque en V est fabriquée en alliage d’aluminium, et chaque navire est construit selon une combinaison des normes Det Norske Veritas pour les engins légers à grande vitesse et des exigences de la RAN. Les patrouilleurs de classe Armidale peuvent se déplacer à une vitesse maximale de 25 nœuds (46 km/h) et sont propulsés par deux arbres d'hélice, chacun relié à un moteur Diesel MTU 16V M70. Les navires ont une autonomie de 3000 milles marins (5600 km) à une vitesse de 12 nœuds (22 km/h), ce qui leur permet de patrouiller autour des territoires lointains de l’Australie. Ils sont conçus pour des patrouilles standards de 21 jours, avec une autonomie maximale de 42 jours,.
L’armement principal des patrouilleurs de classe Armidale est un affût stabilisé de canon Rafael Typhoon, équipé d’un canon mitrailleur de 25 millimètres M242 Bushmaster. Deux mitrailleuses de 12,7 millimètres (0,50 pouce) sont également transportées. Les opérations d’embarquement sont effectuées par deux bateaux pneumatiques semi-rigides (RHIB) de 7,2 mètres propulsés par hydrojet. Chaque RHIB est stocké dans son bossoir dédié, et est capable d’opérer indépendamment du patrouilleur car il transporte son propre équipement de communication, de navigation et de sécurité,.
Chaque patrouilleur dispose d’un équipage standard de 21 personnes, avec un maximum de 29 personnes,,. Un compartiment d’hébergement auxiliaire de 20 couchettes a été inclus dans la conception pour le transport de soldats, de pêcheurs illégaux ou d’immigrants clandestins arrêtés. Dans les deux derniers cas, le compartiment peut être fermé de l’extérieur. Cependant, un dysfonctionnement dans les installations de traitement des eaux usées à bord du HMAS Maitland en août 2006 a envoyé du sulfure d'hydrogène et du monoxyde de carbone dans le compartiment, intoxicant quatre marins travaillant à l’intérieur, sans causer leur mort. Après cela, l’utilisation du compartiment pour l’hébergement a été interdite dans toute la classe,.

## Historique opérationnel
Le HMAS Larrakia a été construit par Austal à Henderson (Australie-Occidentale). Il a été mis en service dans la RAN le 10 février 2006 à Darwin, dans le Territoire du Nord. Le HMAS Larrakia est nommé d’après le peuple aborigène Larrakia. Il est le seul navire de classe Armidale à ne pas être nommé d’après une ville régionale.
Le HMAS Larrakia est affecté à la division Attack, il est basé à Darwin et effectue des patrouilles de protection des frontières et de protection des pêches. Le navire a été impliqué dans diverses opérations aux côtés de l’Australian Border Force, de l’Australian Fisheries Management Authority et de la police fédérale australienne,,. Les patrouilleurs sont le principal élément de la contribution des Forces de défense australiennes (ADF) à l’opération Sovereign Borders, et un élément clé de l’opération Resolute,.
Le navire a participé aux exercices Triton Thunder et Cassowary en mai 2012. Le HMAS Larrakia a opéré au large de la plage de Dundee à Darwin, de concert avec des unités de la marine indonésienne et de la Forces aériennes de la marine australienne,.
En juin 2012, le HMAS Larrakia a été l’un des nombreux navires à intervenir auprès d’un navire soupçonné d’entrée illégale qui a coulé avec 206 passagers alors qu’il faisait route vers l’Australie. Le patrouilleur a servi de plate-forme de coordination pour l’opération de recherche et de sauvetage.
Le HMAS Larrakia, avec un autre patrouilleur de classe Armidale, le HMAS Glenelg (ACPB 96), a participé du 10 au 21 octobre 2016 à l’exercice naval annuel entre la marine philippine et la Royal Australian Navy, qui s’est déroulé à Cebu, aux Philippines. Cet exercice annuel a débuté en 1998. L’objectif est de renforcer les relations, l’interopérabilité et d’améliorer la coopération mutuelle entre les deux pays. Les deux navires de la RAN ont d’abord accosté à la base navale Rafael Ramos à Barangay Lo-oc, dans la ville de Lapu-Lapu, où l’exercice LUMBAS 2016 a débuté le 10 octobre 2016 par une cérémonie d’ouverture. Les patrouilleurs ont été utilisés comme moyens flottants pour différents entraînements, que les deux marines ont mené conjointement. Les activités comprenaient des échanges d’experts, des exercices sur table, des exercices sur le terrain (intégration des forces et opérations de sécurité maritime), des cérémonies et des activités sportives. L’un des faits saillants de l’exercice de cette année-là a été l’exercice de visite, d’arraisonnement et de saisie qui s’est déroulé dans les eaux de l’île Camotes.
Le HMAS Larrakia a été déployé en 2021 aux Îles Salomon pour soutenir la police royale des Îles Salomon durant la pandémie de Covid-19,.
Après 17 ans de service, le HMAS Larrakia a été désarmé le 28 septembre 2023 lors d’une cérémonie au HMAS Coonawarra à Darwin,,, sur le territoire du peuple Larrakia. Le HMAS Maryborough (ACPB 95) (15 ans de service) a été désarmé le même jour. Ils étaient les derniers patrouilleurs de classe Armidate à être mis hors service, la marine australienne ayant entrepris une transition des patrouilleurs de classe Armidale et de classe Cape existants vers 12 patrouilleurs hauturiers de classe Arafura. Le HMAS Larrakia avait parcouru plus de 434 000 milles marins, visitant une série de ports, dont Jakarta, les îles Salomon, Singapour et Penang.